# 圣康坦莱桑日
圣康坦莱桑日（法語：Saint-Quentin-les-Anges，法語發音：[sɛ̃ kɑ̃tɛ̃ le.z‿ɑ̃ʒ]）是法国马耶讷省的一个市镇，位于该省南部，属于贡捷堡区。

## 地理
圣康坦莱桑日（47°46'23"N, 0°53'10"W）面积17.81 平方千米，位于法国卢瓦尔河地区大区马耶讷省，该省份为法国西北部内陆省份，北起芒什省和奧恩省，西接伊勒-维莱讷省，南至曼恩-卢瓦尔省，东临萨尔特省。
与圣康坦莱桑日接壤的市镇（或旧市镇、城区）包括：谢朗塞、梅村、蓝色安茹地区瑟格雷、普雷当茹。

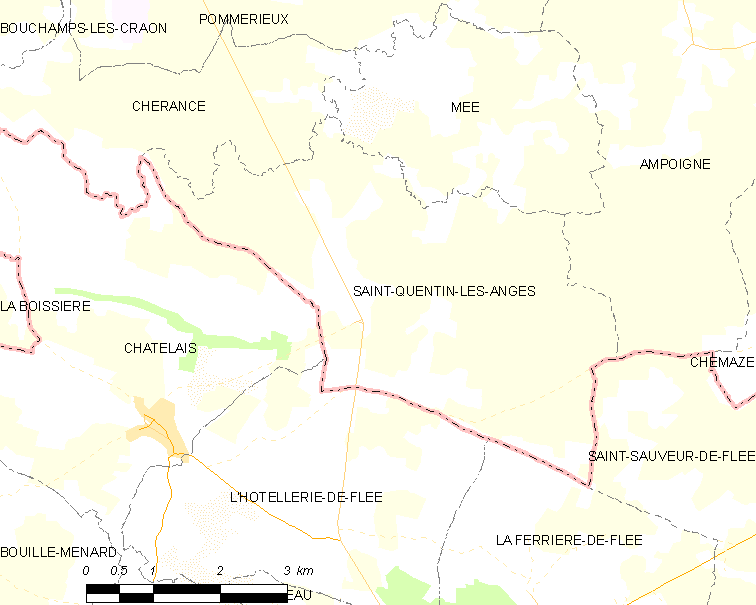
圣康坦莱桑日的OSM定位图

圣康坦莱桑日的时区为UTC+01:00、UTC+02:00（夏令时）。

## 行政
圣康坦莱桑日的邮政编码为53400，INSEE市镇编码为53251。

## 政治
圣康坦莱桑日所属的省级选区为马耶讷河畔贡捷堡第二县。

## 人口

1962-2008年间圣康坦莱桑日人口变化图示

圣康坦莱桑日于2022年1月1日时的人口数量为475人。